# Погубљење по кратком поступку
Погубљење по кратком поступку је погубљење у којем је особа оптужена за злочин и одмах убијена без потпуног и правичног суђења. Погубљења као резултат спровођења правде по кратком поступку (као што је војно-пољски суд) понекад су укључена, али се израз уопштено односи на хапшење, оптужбу и погубљење, а све то спроведено у врло кратком временском периоду и без икаквог суђења. Према међународном праву, одбијање да се прихвати законита предаја у борби и умјесто тога убије особа која се предаје такође се категорише као погубљење по кратком поступку (као и убиство).
Полицијске, војне и паравојне организације практиковале су погубљења по кратком поступку и често су повезана са герилским и противгерилским ратовањем, тероризмом и било којом другим ситуацијом која укључује кршење уобичајених процедура за поступање са оптуженим затвореницима, цивилним или војним.